# Grebáčovský potok
Grebáčovský potok je potok na horní Oravě, na území okresu Námestovo. Jde o levostranný přítok Veselianky a měří 2,5 km a je tokem V. řádu.

## Pramen
Protéká v Podbeskydské vrchovině, pramení na jihovýchodním svahu Grebáčovky (933,4 m n. m.) v nadmořské výšce přibližně 832 m n. m..

## Popis toku
Od pramene teče výlučně jihozápadním směrem a postupně přibírá několik přítoků. Zleva nejprve přibírá krátký přítok ze severozápadního svahu Spálené (887,0 m n. m.), z téže strany pak dva přítoky ze severních svahů Výsypkové (929,5 m n. m.), zprava dále přítok z jihozápadního svahu Grebáčovky a také levostranný přítok ze západního svahu Výsypkové. Nakonec přibírá ještě krátký přítok z jihozápadního úpatí Výsypkové a jihovýchodně od obce Oravské Veselé ústí v nadmořské výšce cca 681 m n. m. do Veselianky.

## Jiné názvy
- Redikalný potok
- Radikalná
- nářečně: Reďikalni potok